# Chiesa di Sant'Antonio (Cecina)
La chiesa di Sant'Antonio è un edificio sacro che si trova in località Collemezzano, nel comune di Cecina.

## Storia e descrizione
Inaugurata nel 1859, fu costruita per volere dell'ultimo Granduca Leopoldo II al quale la comunità parrocchiale ha voluto rendere omaggio nella pittura murale che copre la facciata. Da segnalare all'interno la tela seicentesca raffigurante l'Addolorata della scuola del Dolci e le bandinelle dei drappelloni che costituivano il baldacchino usato nel Cinquecento a Firenze per la processione del Corpus Domini.
Al piano superiore sono riuniti gli oggetti più disparati donati dai granduchi: dipinti, ritratti dei granduchi, la Costituzione firmata da Leopoldo II nel 1848, arredi liturgici, una croce astile del Settecento, un crocifisso ligneo; da notare una Deposizione da alcuni attribuita a Pompeo Batoni.